# Domingo Santa María
Domingo Santa María González (Santiago, 4 augustus 1825 - aldaar 18 juli 1889) was een Chileens staatsman. Van 18 september 1881 tot 18 september 1886 was hij de 10de president van Chili.

## Biografie
Domingo Santa María studeerde aan het Instituto Nacional en de Universiteit van Chili. In 1847 promoveerde hij als doctor in de rechten. Hij sloot zich aan bij de Partido Liberal (Liberale Partij) en behoorde tot de linkervleugel van zijn partij. Van 1848 tot 1850 was hij gouverneur van de provincie Colchagua, maar werd door president Montt ontslagen nadat bekend werd dat hij een verkiezingsuitslag had gemanipuleerd. 
Tijdens het presidentschap van de conservatief Manuel Montt betoonde Santa María zich een geducht lid van de oppositie. In 1851 nam hij deel aan een mislukte opstand tegen de president. Vervolgens ging hij in ballingschap in Lima, Peru. In 1853 keerde hij naar Chili terug. Hij steunde nu president Montt in diens conflict met de Rooms-Katholieke Kerk. Santa María was voorstander van een verregaande scheiding van Kerk en Staat en stond bekend om zijn antiklerikalisme.
In 1858 werd hij in de Kamer van Afgevaardigden gekozen. In 1859 moest hij als gevolg van de revolutie van dat jaar naar Europa uitwijken. In 1862 kon hij naar Chili terugkeren, maar hield zich voorlopig afzijdig van de politiek. Hij werd rechter aan het Hof van Beroep in Santiago. Van 1863 tot 1864 was hij minister van Financiën. Tijdens de oorlog van Chili en Peru met Spanje werd Santa María benoemd tot Chileens gezant in Lima (1864). Hij betoonde zich een groot voorstander van samenwerking van Zuid-Amerikaanse staten tegen Spanje. Na de oorlog werd hij opnieuw in de Kamer van Afgevaardigden gekozen en werd benoemd tot staatsraad. In 1873 volgde zijn verkiezing tot senator. Tijdens de Salpeteroorlog was hij minister van Buitenlandse, Oorlog en Marine (1879) en Binnenlandse Zaken (1879-1880). Hiermee werd hij de machtigste man na president Pinto. Santa María was medeverantwoordelijk voor de Chileense overwinning.

### President
Santa María werd door de liberalen aangewezen tot opvolger van president Pinto. Hij werd in 1881 met 95% van de stemmen tot president van Chili gekozen. Generaal Manuel Baquedano, een oorlogsheld, kreeg nog geen 5% van de stemmen. Zijn regering was een coalitie van linkse liberalen, radicalen en nationalen. Het eerste kabinet werd geleid door José Francisco Vergara van de Partido Radical (Radicale Partij). Diens opvolger, José Manuel Balmaceda, was een belangrijk medestander van Santa María. Hij gaf tot 1885 leiding aan het kabinet.
De conservatieven boycotten de parlementsverkiezingen, met uitzondering van Carlos Walker Martínez. De regering deed er echter alles aan om ervoor te zorgen dat Walker niet in het parlement werd gekozen. Wel werden enkele liberale en radicale tegenstanders van de president gekozen. In 1885 waren er tijdens de campagne voor de parlementsverkiezingen ongeregeldheden tussen aanhangers van Santa María en kandidaten van de conservatieve partij. De zittende regering manipuleerde de uitslagen ten gunste van de regerende liberale partij. Santa María gaf de verkiezingsfraude ruiterlijk toe. 
Het bewind van Santa María werd gekenmerkt door antiklerikalisme. Hij beknotte de invloed van de Kerk in het publieke domein door de invoering van het burgerlijk huwelijk, de burgerlijke stand en openbare begraafplaatsen (1884). De Kerk verbood gelovigen om begraven te worden op openbare begraafplaatsen, waarop Santa María kerkelijke begrafenisplechtigheden verbood. Toen duidelijk werd dat de ultramontaanse Francisco de Paula Taforó aartsbisschop van Santiago zou worden, verbrak Santa María de betrekkingen met de Heilige Stoel. Later werden de diplomatieke betrekkingen weer hersteld toen Mariano Casanova in 1886 aartsbisschop van Santiago werd. Santa María was een vrijdenker op religieus gebied en meende dat de Rooms-katholieke godsdienst ver verwijderd was van de eenvoudige en humane leer van Christus.
President Santa María stimuleerde de immigratie van Britten, Duitsers en Zwitsers. Onder zijn presidentschap werden militaire instructeurs uit Pruisen gehaald om het leger te moderniseren.
Tijdens de regering van Santa María werd Chili grondig gemoderniseerd. De infrastructuur werd verbeterd, een nieuwe marine academie in Valparaíso werd geopend en de eerste telefoon- en telegraaflijnen kwamen tot stand. De regering bevorderde sterk de mijnbouw.
Aan het einde van zijn ambtstermijn schoof Santa María José Manuel Balmaceda naar voren als zijn beoogde opvolger. In 1886 werd Balmaceda tot president gekozen. Santa María nam na zijn presidentschap zitting in de Senaat en was van 1889 tot 1890 voorzitter van dit orgaan. Hij overleed aan een hartaanval in 1889.

## Privé
Domingo Santa María trouwde in 1846 met Emilia Marquez de la Plata Guzman bij wie hij vijf kinderen kreeg.

## Samenstelling kabinetten

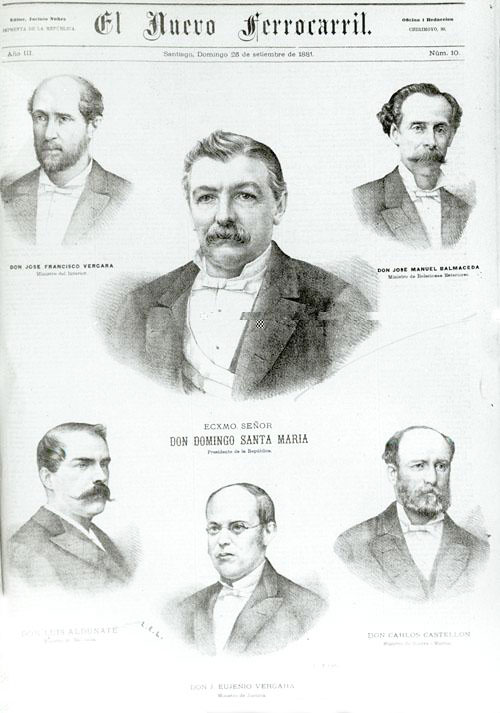
Domingo Santa María en zijn ministers

| Ministerie (Presidentschap van Domingo Santa María) | Naam/Periode |
| --------------------------------------------------- | --- |
| Binnenlandse Zaken                                  | José Francisco Vergara Etchevers (1881-1882) José Manuel Balmaceda Fernández (1882-1885) Ramón Barros Luco (1885) José Ignacio Vergara (1885-1886)                                        |
| Buitenlandse Zaken en Kolonisatie                   | José Manuel Balmaceda Fernández (1881-1882) Luis Aldunate Carrera (1882-1884) Aniceto Vergara Albano (1884-1885) Aníbal Zañartu Zañartu (1885-1886)                                       |
| Financiën                                           | Luis Aldunate Carrera (1881-1882) Pedro Lucio Cuadra Luque (1882-1884) Ramón Barros Luco (1884-1885) Pedro Nolasco Gandarillas Luco (1885) Hermógenes Pérez de Arce Lopetegui (1885-1886) |
| Oorlog en Marine                                    | Carlos Castellón Larenas (1881-1884) José Ignacio Vergara (1884) Carlos Antúnez González (1884-1886)                                                                                      |
| Justitie, Eredienst en Openbaar Onderwijs           | José Eugenio Vergara (1881-1885) Emilio Crisólogo Varas (1885-1886) Pedro Montt Montt (1886)                                                                                              |